# Hermann Hankel
Hermann Hankel (n. 14 februarie 1839 - d. 29 august 1873) a fost un matematician german.
A studiat și a lucrat alături de alți mari matematicieni precum: Möbius, Riemann, Weierstrass și Kronecker.
Cea mai valoroasă contribuție a sa este o expunere din 1867 privind numerele complexe și cuaternionii.

## Scrieri
- 1875: Die Elemente der Projektivischen Geometrie in synthetischer Behandlung ("Elemente de geometrie proiectivă tratate sintetic")
- 1870: Untersuchungen über die unendlich oft oscillierenden und unstetigen Functionen Arhivat în 7 noiembrie 2017, la Wayback Machine. ("Cercetări asupra funcțiilor infinit oscilante și continue")
- 1874 Zur Geschichte der Mathematik in Alterthum und Mittelalter Arhivat în 7 noiembrie 2017, la Wayback Machine. ("Asupra istoriei matematicii în antichitate și evul mediu")
- 1867: Ein Beitrag zur Beurteilung der Naturwissenschaft des griechischen Altertum ("Contribuție privind concepția despre natură a vechilor greci")
- 1818: Gravitation, Grenze', Lagranges Lehrsatz Arhivat în 27 iunie 2007, la Wayback Machine. ("Gravitație, limită, "), articol publicat în "Allgemeine Enzyklopädie der Wissenschaften und Künste" ("Enciclopedia generală de științe și arte")
- 1869: Die Zylinderfunktionen erster und zweiter Art[nefuncțională]
 ("Funcțiile cilindrice de speța întâi și a doua")
- Theorie der complexen Zahlensysteme ("Teoria sistemelor complexe de numărat").